# Gabriel Suárez
Gabriel Suárez Becerra (Badajoz, 1811-Lisboa, 1878) fue un político y periodista español.

## Biografía
Nacido el 18 de febrero de 1811 en Badajoz, obtuvo escaño de diputado por la provincia de Badajoz en las Cortes constituyentes de 1854. Fue uno de los fundadores en dicha ciudad extremeña del periódico La Fusión (1871), además de senador por la provincia de Badajoz entre 1872 y 1873, durante el Sexenio Democrático. También fue presidente de la Diputación Provincial de Badajoz en 1854. Falleció el 7 de diciembre de 1878 en Lisboa.